# 1930 في المكسيك
فيما يلي قوائم الأحداث التي وقعت خلال عام 1930 في المكسيك.

## سياسة

### انتهاء فترة المنصب
- 4 فبراير – إميليو أولياء جيل رئيس المكسيك.

## ظهور
- 1 يناير – رانشيرا

## مواليد

### يوليو
- 15 يوليو – اركاديو بوفيدا عالم فلك مكسيكي.

## وفيات

### يناير
- 1 يناير – ماكسيميانو ماركيث أورثكو (مواليد 1867) عسكري مكسيكي.